# ريغوبيرتو ألفاريز
ريغوبيرتو ألفاريز (بالإسبانية: Rigoberto Álvarez)‏ مواليد 20 يناير 1978 في ولاية خاليسكو، المكسيك، هو ملاكم محترف مكسيكي يصنف ضمن فئة الوزن الثقيل. حقق بطولة رابطة الملاكمة العالمية.

## إحصائيات
خاض خلال مسيرته 31 نزالا، فاز في 27 ولم يتعادل وخسر في 4. فاز بالضربة القاضية في 19 نزالا.

## روابط خارجية
- ريغوبيرتو ألفاريز على موقع بوكس ريك (الإنجليزية) (registration required)